# Якоб Гансмаєр
Якоб Гансмаєр (нім. Jakob Gansmeier; 30 травня 1900, Поккінг — 8 серпня 1944, Разайнен) — німецький офіцер, бригадефюрер СА і оберстлейтенант вермахту. Кавалер Лицарського хреста Залізного хреста з дубовим листям.

## Біографія
В 1918 році вступив в 20-й піхотний полк. В 1930 році вийшов у відставку. В 1931 році вступив у СА, служив у штабі Верховного керівництва СА. З початком війни у серпні 1939 року зарахований в 316-й піхотний полк. Учасник Французької кампанії та Німецько-радянської війни. З жовтня 1943 року — командир 212-го фузилерного батальйону 212-ї піхотної дивізії. Відзначився у боях на північ від Луги, а потім у районі Лепеля та Вільнюса. Загинув у бою.

## Звання
- Солдат (1918)
- Унтерофіцер (1919/20)
- Трупфюрер СА (1931)
- Штурмфюрер СА (24 червня 1932)
- Штурмбанфюрер СА (15 грудня 1932)
- Оберштурмбанфюрер СА (20 липня 1933)
- Штандартенфюрер СА (1 березня 1934)
- Оберфельдфебель резерву ландверу (1938)
- Оберлейтенант резерву (1941)
- Бригадефюрер СА до розпорядження (30 січня 1942)
- Гауптман резерву (1942)
- Майор резерву (1 січня 1944)
- Оберстлейтенант резерву (19 вересня 1944, посмертно)
- Оберстлейтенант (28 лютого 1945, посмертно)

## Нагороди
- Орден крові
- Медаль «За вислугу років у НСДАП» в бронзі (10 років; 1940)
- Залізний хрест
  - 2-го класу (22 червня 1940)
  - 1-го класу (19 серпня 1942)
- Штурмовий піхотний знак в сріблі
- Медаль «За зимову кампанію на Сході 1941/42»
- Нагрудний знак «За поранення» в сріблі
- Нагрудний знак ближнього бою в бронзі
- Лицарський хрест Залізного хреста з дубовим листям
  - лицарський хрест (29 лютого 1944)
  - дубове листя (№568; 2 вересня 1944, посмертно)